# تشارلز بي. جارفينكل
تشارلز بي. جارفينكل (بالإنجليزية: Charles B. Garfinkel)‏ هو سياسي أمريكي، ولد في 25 ديسمبر 1890، وتوفي في سبتمبر 1969. انتخب عضو جمعية ولاية نيويورك.